# Douche portative de sécurité

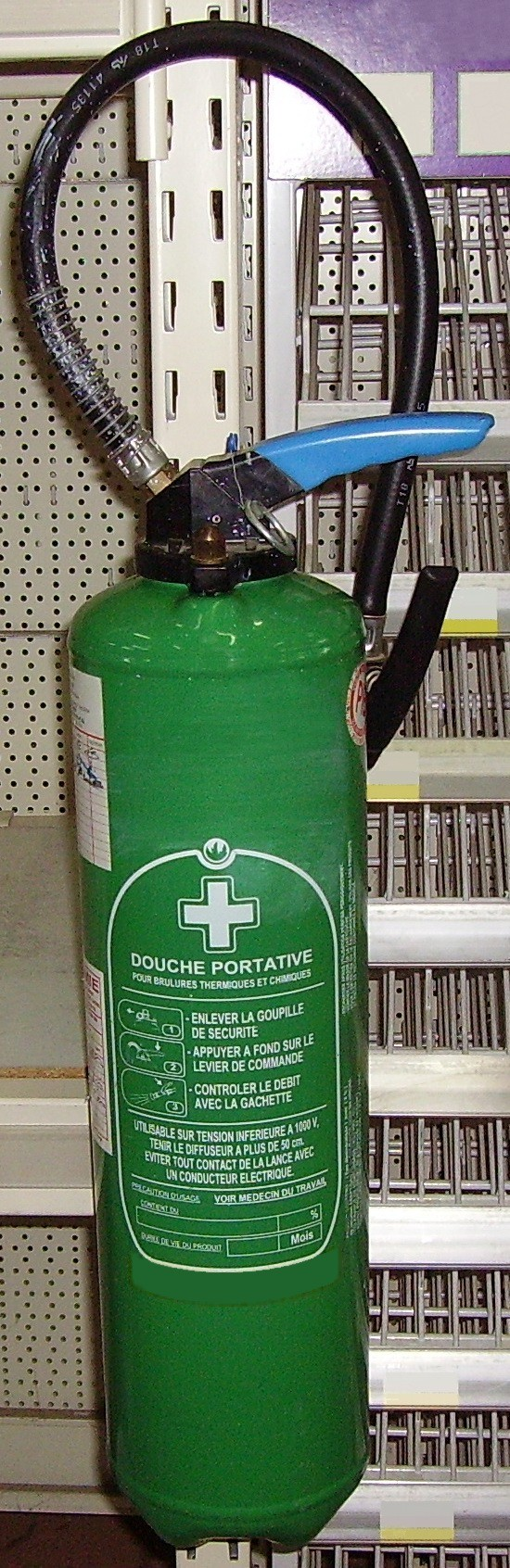
Douche portative pour brûlures thermiques et chimiques, capacité 9 L.

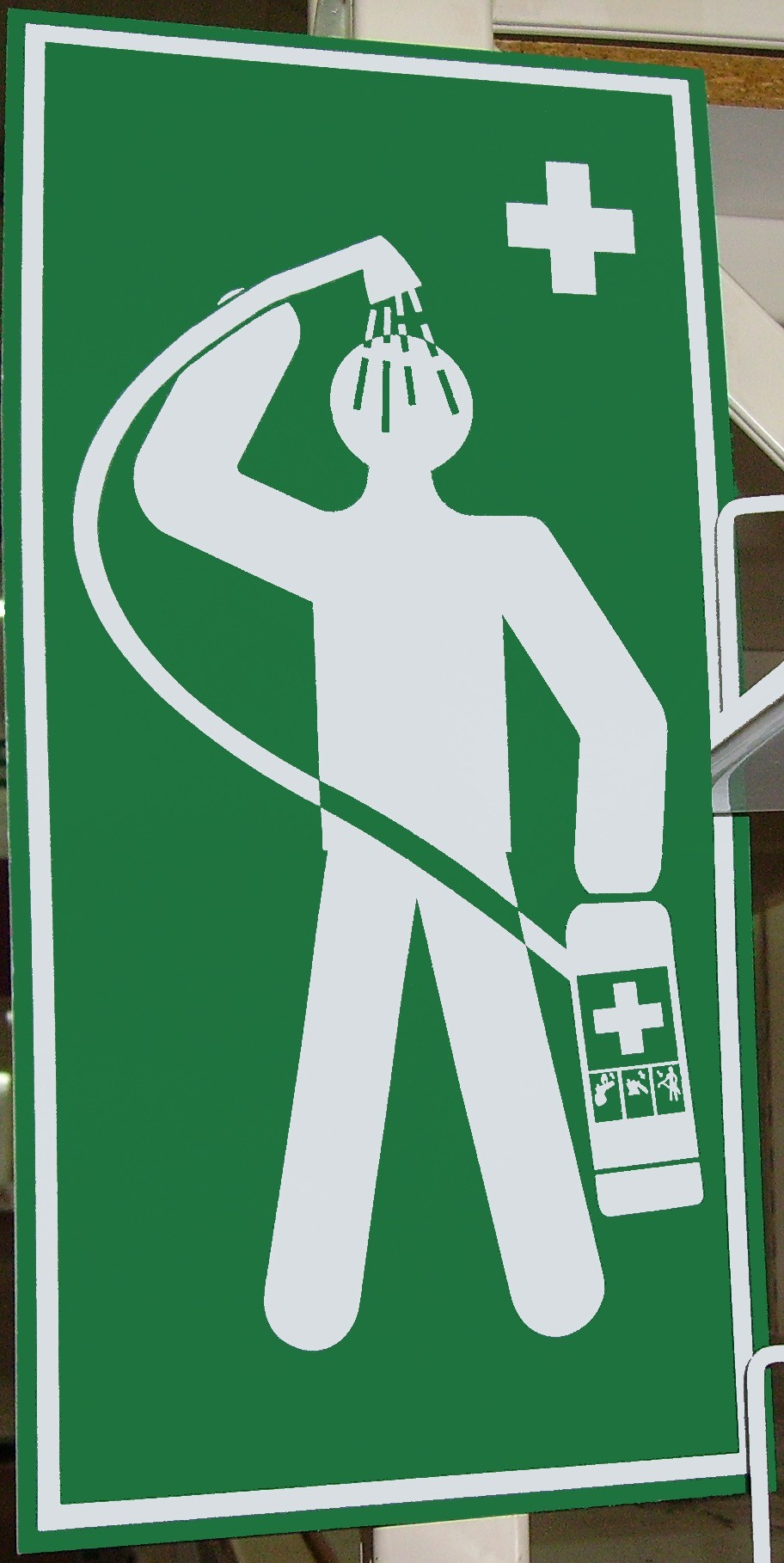
Pictogramme placé au-dessus d'une douche d'urgence portative.

Une douche portative de sécurité est un appareil ayant souvent l'apparence d'un extincteur, mais dont le corps est de couleur verte, et qui sert à secourir les victimes de brûlures thermiques ou chimiques.

## Présentation
La douche portative de sécurité a une capacité comprise le plus souvent entre 6 et 9 litres. Elle contient de l'eau déminéralisée avec un certain pourcentage de solution aseptisante, neutralisante ou calmante (diphoterine), selon l'objectif. L'agent propulseur est le dioxyde de carbone (CO2) contenu dans une cartouche de gaz appelée sparklet.
Comme les extincteurs, la douche portative doit subir des vérifications périodiques ; de même, le diffuseur et la lance doivent être éloignés d'un conducteur électrique.

## Utilisations
La douche portable de sécurité sert à :
- refroidir une brûlure thermique dans les premiers instants, par la suite le refroidissement devra être poursuivi par un autre moyen pendant au moins 15 minutes ;

- calmer une brûlure chimique ou éliminer une substance corrosive ou irritante ; dans ce cas elle doit être combinée avec des flacons rince-œil ;

- éteindre le feu sur une victime.

Dans ce dernier cas, elle constitue la solution la plus appropriée en l'absence de douche fixe de premiers secours, par comparaison avec :
- la couverture antifeu, qui n'a aucune action sur les brûlures chimiques et aucun effet refroidissant ou antiseptique  ;

- les extincteurs, dont les agents extincteurs sont tous incompatibles avec les plaies :
  - les extincteurs à poudre (à cause de la réaction chimique entre la poudre et la brûlure) ;
  - les extincteurs à CO2, ce gaz sortant du tromblon en partie sous forme gazeuse à moins de −52 °C et en partie sous forme de neige carbonique à −78 °C. Cette catégorie d'extincteurs peut aussi provoquer en cas de contact avec un être humain des gelures profondes.

## Normes
- EN 15154-3[1]